# Гейлі Барбур
Гейлі Рівз Барбур (англ. Haley Reeves Barbour; нар. 22 жовтня 1947, Язу Сіті, Міссісіпі) — американський політик, член Республіканської партії. Він був губернатором штату Міссісіпі з 2004 по 2012 роки.
Він народився і виріс в Язу Сіті, молодший із трьох синів. Його батько помер, коли Гейлі було два роки.
Брав участь у президентській кампанії Річарда Ніксона у 1968 році. Отримав диплом юриста у 1973 в Університеті Міссісіпі. У 1982 році програв вибори до Сенату Джону Стеннісу.
Барбур був відомим лобістом, його фірма Barbour Griffith & Rogers мала великий вплив у Вашингтоні. Був головою Національного комітету Республіканської партії з 1993 по 1997 роки.